# Ахмед, Ахлак
Мухаммад Ахлак Ахмед (англ. Muhammad Akhlaq Ahmed, 4 декабря 1971 — 25 ноября 2016, Лахор, Пакистан) — пакистанский хоккеист (хоккей на траве), защитник, тренер. Бронзовый призёр летних Олимпийских игр 1992 года.

## Биография
Ахлак Ахмед родился 4 декабря 1971 года.
Играл в хоккей на траве за НБП из Карачи до 1999 года.
Выступал за юношескую сборную Пакистана, в 1990 году дебютировал в главной команде страны.
В 1992 году вошёл в состав сборной Пакистана по хоккею на траве на летних Олимпийских играх в Барселоне и завоевал бронзовую медаль. Играл на позиции защитника, провёл 2 матча, мячей не забивал.
Дважды становился призёром Трофея чемпионов, завоевав серебро в 1991 году и бронзу в 1992 году.
В 1990—1993 годах провёл за сборную Пакистана 32 матча, мячей не забивал.
Ещё по ходу игровой карьеры стал тренером, работал с детьми в Шекхупуре. Двое воспитанников Ахмеда, братья Имран и Ирфан Юсуф, в 2000 году играли за сборную Пакистана на летних Олимпийских играх в Сиднее. В дальнейшем тренировал юношескую сборную Пакистана, выиграл чемпионат Бангладеш с «Абахани», в течение месяца работал в английском «Слау». В 2008 году со сборной Пакистана среди девушек до 18 лет впервые в истории страны выиграл чемпионат мира в этой возрастной категории.
В 2010 году был назначен координатором академий Пакистанской федерации хоккея на траве. По линии Международной федерации хоккея на траве был директором международных турниров, занимался развитием хоккея на траве на Сейшельских Островах, возглавлял сборную Мьянмы, с которой выиграл хоккейный турнир Игр Юго-Восточной Азии. В последние годы тренировал сборную Шри-Ланки, но незадолго до смерти договорился о возвращении в Мьянму.
Работал в спортивном управлении Национального банка Пакистана. 
Умер 25 ноября 2016 года от рака в больнице пакистанского города Лахор. Болезнь у Ахмеда обнаружили за несколько месяцев до этого во время стоматологической процедуры в Малайзии.